# (327) Columbia
(327) Columbia ist ein Asteroid des mittleren Hauptgürtels, der am 22. März 1892 vom französischen Astronomen Auguste Charlois am Observatoire de Nice entdeckt wurde.
Der Asteroid ist benannt nach Christoph Kolumbus (um 1451–1506) zum 400. Jahrestag seiner ersten Reise in die Neue Welt. Kolumbus wurde auch durch Krater auf dem Mond und dem Mars geehrt.

## Wissenschaftliche Auswertung
Eine Auswertung von Beobachtungen durch das Projekt NEOWISE im nahen Infrarot führte 2012 für (327) Columbia zu vorläufigen Werten für den Durchmesser und die Albedo im sichtbaren Bereich von 30,3 km bzw. 0,21.
Die Auswertung photometrischer Daten des United States Naval Observatory (USNO) in Arizona und der Catalina Sky Survey ermöglichte in einer Untersuchung von 2016 erstmals die Erstellung eines dreidimensionalen Gestaltmodells des Asteroiden für zwei alternative Positionen der Rotationsachse mit prograder Rotation und einer Rotationsperiode von 5,93183 h.
Mit dem Weltraumteleskop Transiting Exoplanet Survey Satellite (TESS) konnten während dessen Durchmusterung des Südhimmels 2018 bis 2019 auch Objekte des Sonnensystems beobachtet werden. Dabei wurden nach einer ersten Pilotstudie auch die Lichtkurven von fast 10.000 Asteroiden aufgezeichnet. Für (327) Columbia wurde aus Messungen etwa vom 26. Juli bis 22. August 2018 eine Rotationsperiode von 5,93202 h erhalten.
Zwischen 2012 und 2018 wurden mit der All-Sky Automated Survey for Supernovae (ASAS-SN) auch photometrische Daten von 20.000 Asteroiden aufgezeichnet. Auf mehr als 5000 davon konnte erfolgreich die Methode der konvexen Inversion angewendet werden, darunter auch (327) Columbia, für die in einer Untersuchung von 2021 ein verbessertes dreidimensionales Gestaltmodell für zwei alternative Rotationsachsen mit prograder Rotation und eine Periode von 5,93186 h berechnet wurde.
Aus archivierten Daten des Asteroid Terrestrial-impact Last Alert System (ATLAS) aus dem Zeitraum 2015 bis 2018 konnte in einer Untersuchung von 2022 mit der Methode der konvexen Inversion eine Rotationsperiode von 5,93184 h bestimmt werden. Im Jahr 2023 wurde aus photometrischen Messungen von Gaia DR3 erneut ein dreidimensionales Gestaltmodell des Asteroiden für eine Rotationsachse mit prograder Rotation und einer Periode von 5,93185 h berechnet.